# Гуд-Тандер (Міннесота)
Гуд-Тандер (англ. Good Thunder) — місто (англ. city) в США, в окрузі Блю-Ерт штату Міннесота. Населення — 560 осіб (2020).

## Географія
Гуд-Тандер розташований за координатами 44°0′24″ пн. ш. 94°4′13″ зх. д. / 44.00667° пн. ш. 94.07028° зх. д. (44.006703, -94.070187). За даними Бюро перепису населення США в 2010 році місто мало площу 1,65 км², уся площа — суходіл.

## Демографія
Згідно з переписом 2010 року, у місті мешкали 583 особи в 227 домогосподарствах у складі 155 родин. Густота населення становила 354 особи/км².  Було 242 помешкання (147/км²).
Расовий склад населення:
| - 98,1 % — білих - 1,4 % — чорних або афроамериканців - 0,2 % — корінних американців |

До двох чи більше рас належало 0,3 %. Частка іспаномовних становила 1,0 % від усіх жителів.
За віковим діапазоном населення розподілялося таким чином: 27,4 % — особи молодші 18 років, 61,8 % — особи у віці 18—64 років, 10,8 % — особи у віці 65 років та старші. Медіана віку мешканця становила 34,0 року. На 100 осіб жіночої статі у місті припадало 97,6 чоловіків;  на 100 жінок у віці від 18 років та старших — 102,4 чоловіків також старших 18 років.
Середній дохід на одне домашнє господарство  становив 59 969 доларів США (медіана — 47 188), а середній дохід на одну сім'ю — 71 590 доларів (медіана — 77 857). Медіана доходів становила 44 464 долари для чоловіків та 34 688 доларів для жінок. За межею бідності перебувало 10,9 % осіб, у тому числі 9,1 % дітей у віці до 18 років та 5,7 % осіб у віці 65 років та старших.
Цивільне працевлаштоване населення становило 294 особи. Основні галузі зайнятості: виробництво — 26,9 %, освіта, охорона здоров'я та соціальна допомога — 19,7 %, роздрібна торгівля — 13,6 %.